# Ізвоареле (Блаж, Алба)
Ізвоареле (рум. Izvoarele) — село у повіті Алба в Румунії. Адміністративно підпорядковане місту Блаж.
Село розташоване на відстані 257 км на північний захід від Бухареста, 27 км на північний схід від Алба-Юлії, 71 км на південь від Клуж-Напоки, 143 км на північний захід від Брашова.

## Населення
За даними перепису населення 2002 року у селі проживали 2226 осіб.
Національний склад населення села:
| Національність | Кількість осіб | Відсоток |
| -------------- | -------------- | -------- |
| румуни         | 1196           | 53,7%    |
| цигани         | 1004           | 45,1%    |
| угорці         | 24             | 1,1%     |

Рідною мовою назвали:
| Мова      | Кількість осіб | Відсоток |
| --------- | -------------- | -------- |
| румунська | 2204           | 99,0%    |
| угорська  | 12             | 0,5%     |
| циганська | 8              | 0,4%     |